# Пионер (Кемеровская область)
Пионер — упразднённый посёлок городского типа в Заводском районе города Кемерово Кемеровской области — Кузбасса.
Относится к территориальному управлению «жилой район Ягуновский, Пионер». Глава ТУ — Павлов, Евгений Анатольевич.

## История
В 1936 году получил статус посёлка городского типа. Включён в состав города Кемерово в 1962 году, а в 1982 году снова выделен в отдельный пгт. С 1996 до 2003 годы посёлок был в подчинении собственно ТУ Заводского района г. Кемерово
Решением ОИК № 77 от 14 марта 1988 г. деревня Давыдово Пионерского поссовета включена в состав посёлка Пионер и исключена из учётных данных.
С 2004 года находится в черте города Кемерово. В 2004 году было организовано местное территориальное управление «жилой район Ягуновский, Пионер»..

## Население
| 1939 | 1959    | 1989  | 2002  |
| ---- | ------- | ----- | ----- |
| 4498 | ↗11 739 | ↘6888 | ↘6168 |

## Предприятия
Хлебзавод № 6, Терминал «Газпромнефть-Кузбасс».

## Транспорт
Жилой район расположен рядом с выходом на федеральную трассу М-53.
В пределах жилого района развита сеть общественного транспорта. Общественный транспорт представлен автобусными и таксомоторными маршрутами.
Автобусные маршруты:
- № 5: КЭМЗ — пос. Урицкого
- № 12: пос. Ягуновский — ул. 1-я Обская — пос. Урицкого
- № 14: ОАО «Азот» — пос. Урицкого
- № 102: Автовокзал г. Кемерово — Автостанция г. Топки
- № 121: д/п Вокзал — пос. Ясногорский
- № 121А: д/п Вокзал — пос. Ясногорский

Также в микрорайоне имеется железнодорожная станция Ишаново.

## Культура, образование и здравоохранение
Дом Культуры «Пионер».
Средняя общеобразовательная школа № 32.
Поликлиника № 13.
Детский Сад № 10
Детский Сад № 10/2